# Fuck You and Then Some
!!!Fuck You!!! and Then Some — збірка американського треш-метал рок-гурту Overkill, яка була видана 22 жовтня 1996 року. Включає в себе перевидання двох мініальбомів гурту(Overkill і !!!Fuck You!!!), а також бонусні концертні треки, серед яких присутня кавер-версія на пісню Black Sabbath — «Hole in the Sky». Обкладинка цього альбому така ж, як і у мініальбомі !!!Fuck You!!! з додаванням фрази «And Then Some» до назви.

## Список композицій
| #  | Назва                       | Тривалість |
| -- | --------------------------- | ---------- |
| 1. | «Fuck You»                  | 2:20       |
| 2. | «Rotten to the Core» (live) | 6:41       |
| 3. | «Hammerhead» (live)         | 3:57       |
| 4. | «Use Your Head» (live)      | 5:18       |
| 5. | «Electro-Violence» (live)   | 3:50       |

| !!!Fuck You!!! and Then Some | !!!Fuck You!!! and Then Some                  | !!!Fuck You!!! and Then Some |
| #                            | Назва                                         | Тривалість                   |
| ---------------------------- | --------------------------------------------- | ---------------------------- |
| 6.                           | «Fuck You» (live)                             | 2:28                         |
| 7.                           | «Hole in the Sky» (live, Black Sabbath cover) | 3:42                         |
| 8.                           | «E.vil N.ever D.ies» (live)                   | 6:11                         |
| 9.                           | «Rotten to the Core»                          | 5:14                         |
| 10.                          | «Fatal If Swallowed»                          | 6:20                         |
| 11.                          | «The Answer»                                  | 8:49                         |
| 12.                          | «Overkill»                                    | 3:41                         |